# 燕行錄
《燕行錄》又稱《賓王錄》，《朝天錄》、《奉使錄》、《觀光錄》、《燕行日記》等。是朝鲜使臣在中国的见闻录，计有五百余种。內容多爲日記、隨筆體裁，包括朝鮮國使臣於各處所作詩歌、見聞及感想。
朝鮮（高麗）使臣的中國見聞記錄幾乎橫跨元明清三朝，時間跨度達七百年，其中元代一回，明代八十二回，清代四百九十七回。作者多是朝鮮的使臣，有谢恩使、奏请使、告讣使、千秋使、辩诬使、进贺使、进香使等。明代稱《朝天录》，內容有日记、杂录、诗歌、奏摺、狀啟等形式。明朝之後，因朝鮮蔑視清朝，行文多稱漢族以外的官員爲胡，將北京稱為燕京，故稱燕行錄。著名的作品有洪大容《湛轩燕记》、李德懋《人燕记》、李宜显《庚子燕行杂识》、朴趾源《热河日记》、徐浩修《燕行记》。韓國曾出版過《燕行錄全集》五百冊以及《燕行錄選集》數冊。